# Cosmos 1818
Cosmos 1818 était un satellite de surveillance soviétique à alimentation nucléaire du programme RORSAT, qui surveillait les navires de l'OTAN à l'aide de radars. Cosmos 1818 a été le premier satellite à utiliser le réacteur à fission TOPAZ-1. En juillet 2008, le satellite a été endommagé et du liquide de refroidissement au sodium s’en est échappé.

## Description
Cosmos 1818 fut lancé le 1er février 1987 sur une fusée Tsiklon-2 depuis le cosmodrome de Baïkonour, sur une orbite d'environ 800 km au-dessus de la surface de la Terre avec une inclinaison de 65 ° et une période de 100,6 minutes. Le satellite opéra pendant cinq à six mois,.
Il était alimenté par un réacteur nucléaire TOPAZ 1. Celui-ci était refroidi par du métal liquide sodium-potassium (NaK) et utilisait du combustible hautement enrichi et un modérateur à haute température contenant de l'hydrogène. Il produisait de l'électricité à l'aide d'un convertisseur thermoïonique. Le satellite utilisait aussi un propulseur à effet Hall Plazma-2 SPT.
Contrairement aux satellites soviétiques RORSAT précédents, Cosmos 1818 et son jumeau, Cosmos 1867, furent envoyés sur des orbites élevées. Cela atténuait les risques d'accident avec une rentrée incontrôlée de matières radioactives, comme ce fut le cas avec Cosmos 954 et Cosmos 1402, qui dispersèrent sur la Terre des débris radioactifs.
En 1992, Cosmos 1818 avait une magnitude apparente de 3,3 environ.

## Fragmentation
Vers le 4 juillet 2008, Cosmos 1818 fut soit heurté par un objet, soit un tube de liquide de refroidissement se fissura en raison de contraintes thermiques dues au chauffage solaire répété. Le Réseau de surveillance spatiale des États-Unis signala qu'une trentaine d’objets s'étaient formés avec des périodes orbitales allant de 100,5 à 101,5 minutes. Certains débris semblent être des sphères métalliques, provenant peut-être du liquide de refroidissement NaK.
Le chef d'état-major des forces spatiales russes, le général Alexander Yakushin, indiqua que les débris étaient bien au-dessus de l'orbite de la Station spatiale internationale et ne constituaient aucune menace de contamination radioactive pour la Terre.